# Lučosa
La Lučosa (in bielorusso Лучоса?) è un fiume della Bielorussia, affluente di sinistra della Dvina occidentale. Scorre nei distretti di Vicebsk e di Lëzna della regione di Vicebsk.

## Descrizione
Ha origine dal lago Zelenskoe, scorre in direzione nord-occidentale, nel basso corso gira a nord e sfocia nella Dvina occidentale all'interno della città di Vicebsk. La lunghezza del fiume è di 90 km, l'area del bacino idrografico è di 3 510 km² e si trova all'interno della pianura di Lučos (Лучоская нізіна). La larghezza del canale è di 20–30 m, nel tratto inferiore arriva a 60 m. Le rive sono per lo più ripide. La portata media annua dell'acqua in prossimità della foce è di 21,4 m³/s.
Il fiume ghiaccia dall'inizio di dicembre sino alla fine di marzo. I maggiori affluenti sono la Čarnica (lungo 74 km), la Suchodrovka (66 km), ambedue provenienti dalla destra idrografica, e l'Oboljanka (89 km) dalla sinistra.